# Jean Eric Rehn

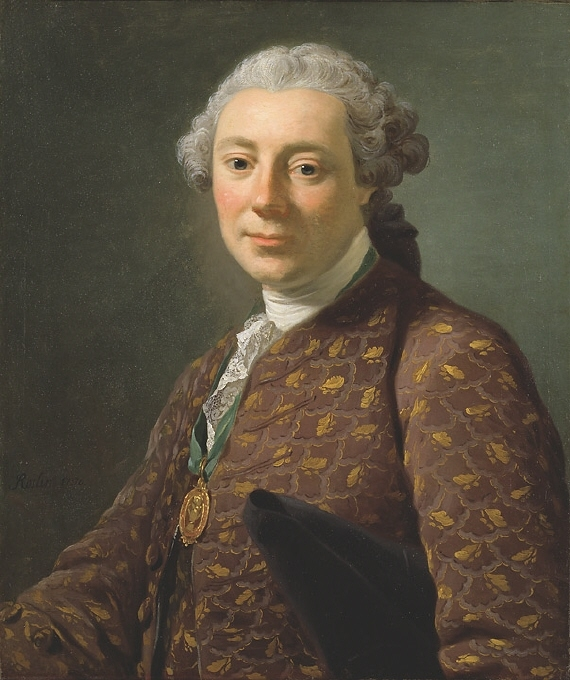
Alexander Roslin: Jean Eric Rehn, 1756

Jean Eric Rehn (* 18. Mai 1717 in Stockholm; † 19. Mai 1793) war ein schwedischer Architekt, Künstler und Formgestalter.

## Ausbildung
Jean Eric Rehns Ausbildung begann beim Militär, wo er an der Herstellung von Uniformen mitwirkte. Mit 23 Jahren zog er nach Paris, wo er unter anderem Radierung studierte. Er fertigte dort Jagdszenen nach Vorlagen von Jean-Baptiste Oudry und Willem Hondius an.

## Rehn als industrieller Formgestalter
Nach seiner Heimkehr 1745 schloss Rehn einen Vertrag mit Carl Hårleman über die Anfertigung von Mustern für die königlichen Seiden-, Wolle- und Leinenfabriken. Für einen festen Jahrslohn sollte er alle erlernten französischen Methoden anwenden, die er als nützlich für die schwedischen Manufakturen ansah.
Neben dieser Arbeit schuf Rehn Zeichnungen für andere industrielle Gegenstände sowie Entwürfe für Juweliere und Möbeltischler wie Georg Haupt. Er gestaltete Porzellan für die Fabrik Rörstrand, Tapeten für die beim Hof angestellten französischen Tapetenweber sowie Gravuren und Zeichnungen für verschiedene Medaillen. Rehn war Zeichenlehrer von Kronprinz Gustav und dessen Brüder sowie später auch von Kronprinz Gustav Adolf. Er lehrte an der schwedischen Kunstakademie und eröffnete dort eine Sektion für Gravur.

## Rehn am schwedischen Hof

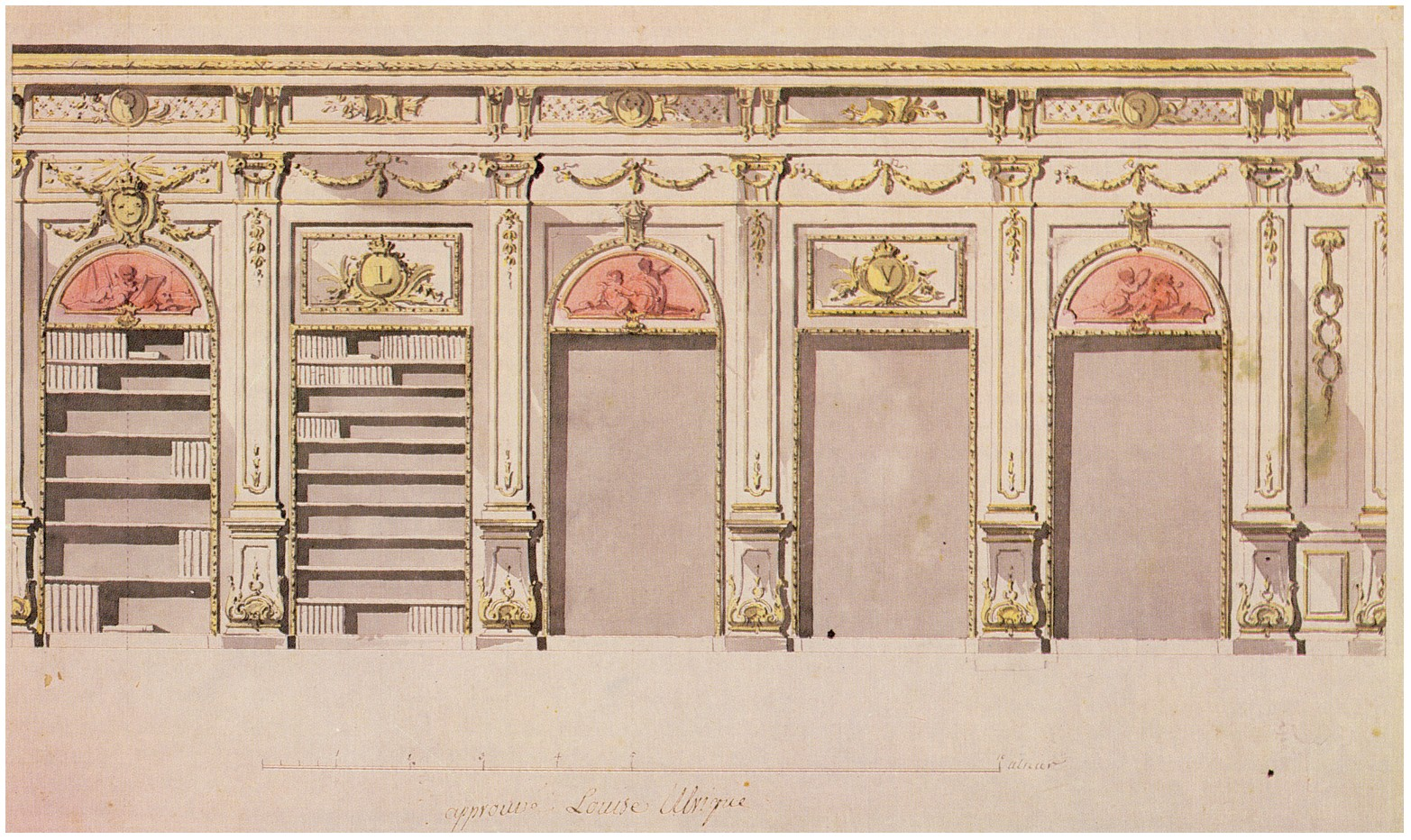
Entwurf für die Bibliothek auf Schloss Drottningholm, 1767

Mit finanzieller Unterstützung durch Königin Luise Ulrike unternahm Rehn 1755 zusammen mit dem Maler Johan Pasch eine Studienreise nach Frankreich und Italien. Die Reise dauerte 16 Monate, während derer sie ein halbes Jahr in Rom wohnten. Nach der Rückkehr wurde Rehn zum Hofintendanten und Professor an der Kunstakademie ernannt.
In der Zeit danach war er stark mit Arbeiten auf Rechnung des Hofes beschäftigt, wie Königin Luise Ulrikes Anbauten am Schloss Drottningholm (Bibliothek, Naturalienkabinett) und Umgestaltungen am Schloss Gripsholm (Weißer Saal, Schlafgemach der Königin), die von Gustav III. geleitet wurden. 1772 schuf er neue Dekorationen für den Salon des Ballhaustheaters (Bollhusteatern) im Stockholmer Schloss sowie Kutschen und Ähnliches.
Rehns erste Arbeiten spiegeln den durch Carl Hårleman vermittelten Rokokostil wider. Doch schon bald ging er zu einer Ausdrucksform über, die sich in Frankreich unter Ludwig XVI. gebildet hatte und welche sich in Schweden zum gustavianischen Stil entwickelte. Von einigen Autoren wird Rehn als der eigentliche Urheber des gustavianischen Stils angesehen.

## Rehn als Architekt und Karikaturist
Rehns architektonische Arbeiten waren von geringerer Bedeutung. Er schuf unter anderem Zeichnungen für die Schlösser Stora Väsby und Österby in Uppland sowie für Schloss Ljung in Östergötland. In Stockholm entwarf er das heute nicht mehr existierende Suthersche Haus am Adolf-Friedrich-Platz (heute: Mariatorget) und die nicht vollendete Johanneskirche. Diese Kirche mit Rundkuppel sollte ursprünglich eine klassische Tempelfront erhalten, doch der 1783 begonnene Bau wurde ein Jahr später von Gustav III. gestoppt, der eine Kirche nach italienischem Vorbild wünschte.
Rehn war von 1773 bis 1789 stellvertretender Leiter der Kunstakademie. Als Graveur war er bis zum Ende der 1780er Jahre tätig, als sein Werk zu antiken Gebäuden in Rom entstand.
Nach Johan Tobias Sergel war Rehn der aktivste Karikaturist seiner Zeit. Sergel entwarf nach Rehns Tod dessen Gedenktafel mit Porträtmedaille in der Klara-Kirche von Stockholm.